# Afgani afgano
El afgani afgano (en pashtú y dari: افغانۍ) es la moneda oficial de Afganistán. Históricamente se ha dividido en 100 pules (پول). Su código ISO 4217 es AFN. Según el Diccionario de la Real Academia Española, afgano/a es el término a utilizarse como el gentilicio del país Afganistán, evitándose, asimismo, confusiones.

## Historia

### Primer afgani (1923-2003)
El primer afgani (código ISO 4217: AFA) se introdujo por primera vez en 1923 sustituyendo a la rupia afgana. También se dividía en 100 pules, y en adición, 20 afganis equivalían a un amani. La tasa de conversión de la rupia se estableció alrededor de 1 AFA = 1,10 rupias, basándose en el contenido de plata de las últimas rupias acuñadas, y en las nuevas monedas afganas. Al principio el afgani contenía 9 gramos de plata. En 1936, el afgani fijó su tasa de cambio a la rupia india en 4 AFA = 1 INR. Desde 1940 se fijó al dólar con varias tasas de cambio, la última, de 1982, en 50,60 AFA = 1 USD. Entre 1979 y 1982, y nuevamente en 1992, el valor del afgani fluctuó.
En diciembre de 1996, cuando los talibanes, fundamentalistas islámicos, tomaron el control de la gestión del país, designaron a un nuevo titular del Banco Central, el mulá Ehsanullah Ehsan. Simultáneamente señores de la guerra, partidos políticos y potencias extranjeras comenzaron a imprimir sus propios billetes denominados en afganis sin ningún tipo de normalización ni números de serie. Las nuevas autoridades anunciaron que los billetes en circulación eran obsoletos debido a su escaso poder adquisitivo, de modo que se suspendió la emisión de la moneda afgana y se canceló el contrato con Goznak la empresa rusa que imprimía el papel moneda. El presidente del Banco Central, Ehsanullah Ehsan, acusó a los rusos de enviar nuevos cargamentos de afganis en billetes al derrocado presidente Burhanuddin Rabbani, localizado en la norteña provincia de Tahār.
Luego de la asunción de Ehsan al frente del Banco Central de Afganistán, anunció por medio de un decreto que 21.000 AFA equivalían a 1 Dólar estadounidense. Entonces, la Alianza del Norte empezó a vender los billetes impresos en Rusia a la mitad de su valor oficial en los mercados de Kabul. En ese momento el afgani se vio envuelto en una espiral inflacionaria que terminó dejando a esta unidad monetaria sin peso alguno en el mercado internacional. Sólo en el año 2000 la unidad monetaria afgana logró cierta estabilidad, cuando fue revaluada y cotizó de la siguiente manera: 6400 afganis = 1 dólar. Luego de la caída de los talibanes en 2002, el dólar en Afganistán trepó a los 43.000 afganis.

#### Monedas
En 1925 se acuñaron monedas de 2, 5 y 10 pules de bronce y latón, 20 pules de vellón, ½ y 1 afgani de plata, y ½ y 1 amani de oro, seguidas de monedas de 2½ afganis de plata y 2½ amanis de oro en 1926. En 1930, se añadieron monedas de 1 y 25 pules de bronce y latón, junto a monedas de 3, 10 y 20 pules de cuproníquel en 1937.
En 1952, se introdujeron monedas de 25 pules de aluminio y 50 pules de cuproníquel, seguidas de las denominaciones de 2 y 5 afganis de aluminio en 1958, y 1, 2 y 5 afganis de acero con núcleo de níquel en 1963. En 1973, la República de Afganistán emitió monedas de 25 pules de acero recubiertas de latón, 50 pules de acero recubiertas de cobre, y 5 afganis de acero recubiertas de níquel. A éstas les siguieron en 1978 y 1980 las acuñaciones de la República Democrática de Afganistán, que se componían de las denominaciones de 25 y 50 pules de bronce-aluminio y 1, 2 y 5 afganis de cuproníquel.
| Anverso | Reverso | Denominación | Emisión | Metal    | Diámetro (mm) | Peso (g) | Anverso                                               | Reverso                     |
| ------- | ------- | ------------ | ------- | -------- | ------------- | -------- | ----------------------------------------------------- | --------------------------- |
|         |         | 25 pules     | 1980    | Cu+Al+Ni |               |          | Escudo de armas - año de acuñación - د افغانستان بانک | Estrellas - ٢۵ پول          |
|         |         | 50 pules     | 1980    | Cu+Al+Ni | 21,00         | 3,00     | Escudo de armas - año de acuñación - د افغانستان بانک | Estrellas - ۵۰ پول          |
|         |         | 1 afgani     | 1980    | Cu+Ni    | 23,00         | 4,80     | Escudo de armas - año de acuñación - د افغانستان بانک | Estrellas - يو افغانۍ - ١   |
|         |         | 2 afganis    | 1980    | Cu+Ni    | 25,00         | 6,10     | Escudo de armas - año de acuñación - د افغانستان بانک | Estrellas - دوه افغانۍ - ٢  |
|         |         | 5 afganis    | 1978    | Cu+Ni    |               |          | Escudo de armas - año de acuñación - د افغانستان بانک | Estrellas - ۵ - پنځه افغانۍ |

#### Billetes
Entre 1925 y 1928 el Tesoro emitió billetes en denominaciones de 5, 10 y 50 afganis. En 1936 se añadieron denominaciones de 2, 20 y 100 afganis. El Banco de Afganistán asumió las competencias para emitir dinero en 1939 e introdujo denominaciones de 2, 5, 10, 20, 50, 100, 500 y 1000 afganis. En 1958 se sustituyeron los billetes de 2 y 5 afganis por monedas. En 1993 se añadieron billetes de 5000 y 10 000 afganis.
| Anverso | Reverso | Denominación | Color predominante | Descripción del anverso                                                               | Descripción del reverso                                                                          |
| ------- | ------- | ------------ | ------------------ | ------------------------------------------------------------------------------------- | ------------------------------------------------------------------------------------------------ |
|         |         | 10 afganis   | Marrón             | 10 AFGHANIS - افغانۍ ۱۰ - Mohamed Zahir Shah - Escudo de armas - د افغانستان بانک     | 10 AFGHANIS - افغانۍ ۱۰ - Mezquita de Khwaja Abu Nasr Parsa en Balkh - د افغانستان بانک          |
|         |         | 20 afganis   | Azul               | 20 AFGHANIS - افغانۍ ۲۰ - Mohamed Zahir Shah - Escudo de armas - د افغانستان بانک     | 20 AFGHANIS - افغانۍ ۲۰ - Columna - د افغانستان بانک                                             |
|         |         | 50 afganis   | Verde              | 50 AFGHANIS - افغانۍ ۵۰ - Mohamed Zahir Shah - Escudo de armas - د افغانستان بانک     | 50 AFGHANIS - افغانۍ ۵۰ - Mezquita - د افغانستان بانک                                            |
|         |         | 50 afganis   | Verde              | 50 AFGHANIS - افغانۍ ۵۰ - Mohamed Zahir Shah - Escudo de armas - د افغانستان بانک     | 50 AFGHANIS - افغانۍ ۵۰ - Palacio Real - د افغانستان بانک                                        |
|         |         | 100 afganis  | Rojo               | 100 AFGHANIS - افغانۍ ۱۰۰ - Mohamed Zahir Shah - Escudo de armas - د افغانستان بانک   | 100 AFGHANIS - افغانۍ ۱۰۰ - Mezquita Aljama de Herat - د افغانستان بانک                          |
|         |         | 100 afganis  | Violeta            | 100 AFGHANIS - افغانۍ ۱۰۰ - Mohamed Zahir Shah - Escudo de armas - د افغانستان بانک   | 100 AFGHANIS - افغانۍ ۱۰۰ - Mezquita - د افغانستان بانک                                          |
|         |         | 500 afganis  | Naranja            | 500 AFGHANIS - افغانۍ ۵۰۰ - Mohamed Zahir Shah - Escudo de armas - د افغانستان بانک   | 500 AFGHANIS - افغانۍ ۵۰۰ - Presa - د افغانستان بانک                                             |
|         |         | 500 afganis  | Verde/Gris         | 500 AFGHANIS - افغانۍ ۵۰۰ - Mohamed Zahir Shah - Escudo de armas - د افغانستان بانک   | 500 AFGHANIS - افغانۍ ۵۰۰ - Presa - د افغانستان بانک                                             |
|         |         | 500 afganis  | Azul               | 500 AFGHANIS - افغانۍ ۵۰۰ - Mohamed Zahir Shah - Escudo de armas - د افغانستان بانک   | 500 AFGHANIS - افغانۍ ۵۰۰ - Aeropuerto Internacional de Kandahar - د افغانستان بانک              |
|         |         | 1000 afganis | Violeta/Gris       | 1000 AFGHANIS - افغانۍ ۱۰۰۰ - Mohamed Zahir Shah - Escudo de armas - د افغانستان بانک | 1000 AFGHANIS - افغانۍ ۱۰۰۰ - Arco de Qila'-e Bost, cerca de Lashkar Gah - د افغانستان بانک      |
|         |         | 1000 afganis | Marrón             | 1000 AFGHANIS - افغانۍ ۱۰۰۰ - Mohamed Zahir Shah - Escudo de armas - د افغانستان بانک | 1000 AFGHANIS - افغانۍ ۱۰۰۰ - Carretera del Paso del Khyber, en el Hindu Kush - د افغانستان بانک |

| Anverso | Reverso | Denominación | Color predominante | Descripción del anverso                                                               | Descripción del reverso                                                                  |
| ------- | ------- | ------------ | ------------------ | ------------------------------------------------------------------------------------- | ---------------------------------------------------------------------------------------- |
|         |         | 10 afganis   | Verde              | 10 AFGHANIS - افغانۍ ۱۰ - Mohammed Daud Khan - Escudo de armas - د افغانستان بانک     | 10 AFGHANIS - افغانۍ ۱۰ - Arco de Qila'-e Bost, cerca de Lashkar Gah - د افغانستان بانک  |
|         |         | 20 afganis   | Violeta            | 20 AFGHANIS - افغانۍ ۲۰ - Mohammed Daud Khan - Escudo de armas - د افغانستان بانک     | 20 AFGHANIS - افغانۍ ۲۰ - Kabul - د افغانستان بانک                                       |
|         |         | 50 afganis   | Verde azulado      | 50 AFGHANIS - افغانۍ ۵۰ - Mohammed Daud Khan - Escudo de armas - د افغانستان بانک     | 50 AFGHANIS - افغانۍ ۵۰ - Jinetes - د افغانستان بانک                                     |
|         |         | 100 afganis  | Rojo/Granate       | 100 AFGHANIS - افغانۍ ۱۰۰ - Mohammed Daud Khan - Escudo de armas - د افغانستان بانک   | 100 AFGHANIS - افغانۍ ۱۰۰ - Mezquita Aljama de Herat - د افغانستان بانک                  |
|         |         | 500 afganis  | Azul               | 500 AFGHANIS - افغانۍ ۵۰۰ - Mohammed Daud Khan - Escudo de armas - د افغانستان بانک   | 500 AFGHANIS - افغانۍ ۵۰۰ - Fortaleza - د افغانستان بانک                                 |
|         |         | 500 afganis  | Azul/Rojo          | 500 AFGHANIS - افغانۍ ۵۰۰ - Mohammed Daud Khan - Escudo de armas - د افغانستان بانک   | 500 AFGHANIS - افغانۍ ۵۰۰ - Fortaleza - د افغانستان بانک                                 |
|         |         | 1000 afganis | Rosa               | 1000 AFGHANIS - افغانۍ ۱۰۰۰ - Mohammed Daud Khan - Escudo de armas - د افغانستان بانک | 1000 AFGHANIS - افغانۍ ۱۰۰۰ - Mezquita de Hazrat Ali en Mazari Sharif - د افغانستان بانک |

| Anverso | Reverso | Denominación  | Color predominante | Descripción del anverso                                                                                    | Descripción del reverso                                                                          |
| ------- | ------- | ------------- | ------------------ | --- | ------------------------------------------------------------------------------------------------ |
|         |         | 10 afganis    | Verde              | 10 AFGHANIS - افغانۍ ۱۰ - Escudo de armas - د افغانستان بانک                                               | 10 AFGHANIS - افغانۍ ۱۰ - Carretera del Paso del Khyber, en el Hindu Kush - Da Afghanistan Bank  |
|         |         | 20 afganis    | Rosa/Violeta       | 20 AFGHANIS - افغانۍ ۲۰ - Escudo de armas - د افغانستان بانک                                               | 20 AFGHANIS - افغانۍ ۲۰ - Paisaje de montaña afgano - Da Afghanistan Bank                        |
|         |         | 50 afganis    | Verde/Azul         | 50 AFGHANIS - افغانۍ ۵۰ - Escudo de armas - د افغانستان بانک                                               | 50 AFGHANIS - افغانۍ ۵۰ - Edificio - Da Afghanistan Bank                                         |
|         |         | 100 afganis   | Rojo               | 100 AFGHANIS - افغانۍ ۱۰۰ - Granjero - Escudo de armas - د افغانستان بانک                                  | 100 AFGHANIS - افغانۍ ۱۰۰ - Presa hidroeléctrica - Da Afghanistan Bank                           |
|         |         | 500 afganis   | Violeta            | 500 AFGHANIS - افغانۍ ۵۰۰ - Jinetes - Escudo de armas - د افغانستان بانک                                   | 500 AFGHANIS - افغانۍ ۵۰۰ - Fortaleza de Kabul - Da Afghanistan Bank                             |
|         |         | 500 afganis   | Verde oliva        | 500 AFGHANIS - افغانۍ ۵۰۰ - Jinetes - Escudo de armas - د افغانستان بانک                                   | 500 AFGHANIS - افغانۍ ۵۰۰ - Fortaleza de Kabul - Da Afghanistan Bank                             |
|         |         | 1000 afganis  | Marrón             | 1000 AFGHANIS - افغانۍ ۱۰۰۰ - Mezquita de Hazrat Ali en Mazari Sharif - Escudo de armas - د افغانستان بانک | 1000 AFGHANIS - افغانۍ ۱۰۰۰ - Jardines de Paghman en Kabul - Da Afghanistan Bank                 |
|         |         | 1000 afganis  | Amarillo           | 1000 AFGHANIS - افغانۍ ۱۰۰۰ - Mezquita de Hazrat Ali en Mazari Sharif - Escudo de armas - د افغانستان بانک | 1000 AFGHANIS - افغانۍ ۱۰۰۰ - Jardines de Paghman en Kabul - Da Afghanistan Bank                 |
|         |         | 5000 afganis  | Violeta            | 5000 AFGHANIS - افغانۍ ۵۰۰۰ - Mezquita de Pul-e Khishti en Kabul - Escudo de armas - د افغانستان بانک      | 5000 AFGHANIS - افغانۍ ۵۰۰۰ - Mezquita - Da Afghanistan Bank                                     |
|         |         | 10000 afganis | Azul               | 10000 AFGHANIS - افغانۍ ۱۰۰۰۰ - Mezquita Aljama de Herat - Escudo de armas - د افغانستان بانک              | 10000 AFGHANIS - افغانۍ ۱۰۰۰۰ - Arco de Qila'-e Bost, cerca de Lashkar Gah - Da Afghanistan Bank |

### Segundo afgani (2002-actualidad)
Entre el 7 de octubre de 2002 y el 2 de enero de 2003, se introdujo un nuevo afgani con código ISO 4217 AFN. No se han emitido subdivisiones. Sustituyó al antiguo afgani en dos tasas de cambio distintas. Las emisiones del gobierno del presidente Burhanuddin Rabbani se cambiaron a 1000 AFA = 1 AFN, mientras que las emisiones de Abdul Rashid Dostum, de la Alianza del Norte, se cambiaron a 2000 AFA. El nuevo afgani tenía al principio una tasa de cambio de 43 AFN por dólar. Antes del cambio, había más de 15 trillones de antiguos afganis en circulación tras la cancelación del contrato con los rusos para imprimir billetes.
Durante el último trimestre de 2003 y principios de 2004 el afgani no generó muchas confianzas, sin embargo entre marzo de 2004 y finales de julio logró ganar un 8 % de su valor frente al dólar. Esta apreciación, en época de una creciente inflación, parece reflejar una cierta esperanza de la población afgana al utilizar el nuevo afgani como medio de cambio. La causa podría ser la relativa estabilidad del cambio frente al dólar desde la introducción de la nueva moneda y otras medidas administrativas que ayudaron a promocionar su uso, tales como que los dueños de los establecimientos debían poner precio a los bienes en vez de practicar el trueque. Muchas organizaciones realizan sus donaciones en afganis en vez de dólares, lo cual parece estar ampliamente aceptado. El 1 de octubre, el gobernador del Banco Central Afgano, Anwar Ul-Haq Ahadi, anunció que los afganos deberían utilizar su propia moneda, el nuevo afgani, en las transacciones diarias, más que en dólares o en rupias pakistaníes.

#### Monedas
En 2005 se introdujeron las nuevas monedas en denominaciones de 1, 2 y 5 afganis.
| Anverso | Reverso | Denominación | Emisión | Metal    | Diámetro (mm) | Peso (g) | Anverso         | Reverso                            |
| ------- | ------- | ------------ | ------- | -------- | ------------- | -------- | --------------- | ---------------------------------- |
|         |         | 1 afgani     | 2005-   | Acero+Cu |               |          | Escudo de armas | د افغانستان بانک - ١ - يو افغانۍ   |
|         |         | 2 afganis    | 2005-   | Acero    |               |          | Escudo de armas | د افغانستان بانک - ٢ - دوه افغانۍ  |
|         |         | 5 afganis    | 2005-   | Cu+Ni+Zn |               |          | Escudo de armas | د افغانستان بانک - ۵ - پنځه افغانۍ |

#### Billetes
En 2002 se introdujeron los nuevos billetes en denominaciones de 1, 2, 5, 10, 20, 50, 100, 500 y 1000 afganis. En 2005 los billetes de 1, 2 y 5 afganis fueron sustituidos por monedas.
| Anverso | Reverso | Denominación | Color predominante | Dimensiones | Descripción del anverso                                                 | Descripción del reverso                                                                                 |
| ------- | ------- | ------------ | ------------------ | ----------- | ----------------------------------------------------------------------- | --- |
|         |         | 1 afgani     | Rosa               | 131 x 55 mm | 1 - افغانۍ ١ - Emblema del Banco de Afganistán - د افغانستان بانک       | 1 Afghani - افغانۍ ١ - Mezquita de Mazār-e Šarīf - Da Afghanistan Bank                                  |
|         |         | 2 afganis    | Azul               | 131 x 55 mm | 2 - افغانۍ ٢ - Emblema del Banco de Afganistán - د افغانستان بانک       | 2 Afghanis - افغانۍ ٢ - Jardines de Paghman - Da Afghanistan Bank                                       |
|         |         | 5 afganis    | Marrón             | 131 x 55 mm | 5 - افغانۍ ۵ - Emblema del Banco de Afganistán - د افغانستان بانک       | 5 Afghanis - افغانۍ ۵ - Fortaleza de Bala Hissar - Da Afghanistan Bank                                  |
|         |         | 10 afganis   | Verde              | 136 x 56 mm | 10 - افغانۍ ۱۰ - Emblema del Banco de Afganistán - د افغانستان بانک     | 10 Afghanis - افغانۍ ۱۰ - Jardines de Paghman - Da Afghanistan Bank                                     |
|         |         | 20 afganis   | Marrón             | 140 x 58 mm | 20 - افغانۍ ۲۰ - Emblema del Banco de Afganistán - د افغانستان بانک     | 20 Afghanis - افغانۍ ۲۰ - Palacio del rey Arg - Da Afghanistan Bank                                     |
|         |         | 50 afganis   | Verde              | 144 x 60 mm | 50 - افغانۍ ۵۰ - Emblema del Banco de Afganistán - د افغانستان بانک     | 50 Afghanis - افغانۍ ۵۰ - Carretera de Peshawar a Kabul atravesando el Hindu Kush - Da Afghanistan Bank |
|         |         | 100 afganis  | Violeta            | 148 x 62 mm | 100 - افغانۍ ۱۰۰ - Emblema del Banco de Afganistán - د افغانستان بانک   | 100 Afghanis - افغانۍ ۱۰۰ - Arco de Bost - Da Afghanistan Bank                                          |
|         |         | 500 afganis  | Azul               | 152 x 64 mm | 500 - افغانۍ ۵۰۰ - Emblema del Banco de Afganistán - د افغانستان بانک   | 500 Afghanis - افغانۍ ۵۰۰ - Arco de Bost - Da Afghanistan Bank                                          |
|         |         | 1000 afganis | Naranja            | 156 x 66 mm | 1000 - افغانۍ ۱۰۰۰ - Emblema del Banco de Afganistán - د افغانستان بانک | 1000 Afghanis - افغانۍ ۱۰۰۰ - Tumba de Ahmad Shah Durrani - Da Afghanistan Bank                         |